# Inspektorat Stanisławów Armii Krajowej
Inspektorat Stanisławów Armii Krajowej – terenowa struktura Okręgu Stanisławów Armii Krajowej.

## Struktura organizacyjna inspektoratu
Struktura organizacyjna podana za Atlas polskiego podziemia niepodległościowego:
- Obwód Stanisławów Powiat
- Obwód Tłumacz
- Obwód Rohatyn